# Цона Монтариче (Мачерата)
Цона Монтариче је насеље у Италији у округу Мачерата, региону Марке.
Према процени из 2011. у насељу је живело 38 становника. Насеље се налази на надморској висини од 78 м.